# (36318) 2000 LJ18
2000 LJ18 (asteroide 36318) é um asteroide da cintura principal. Possui uma excentricidade de 0.41496670 e uma inclinação de 9.38788º.
Este asteroide foi descoberto no dia 8 de junho de 2000 por LINEAR em Socorro.